# Cypridopsis okeechobei
Cypridopsis okeechobei är en kräftdjursart som beskrevs av N. C. Furtos 1936. Cypridopsis okeechobei ingår i släktet Cypridopsis och familjen Cyprididae. Inga underarter finns listade i Catalogue of Life.